# Thatcherismo

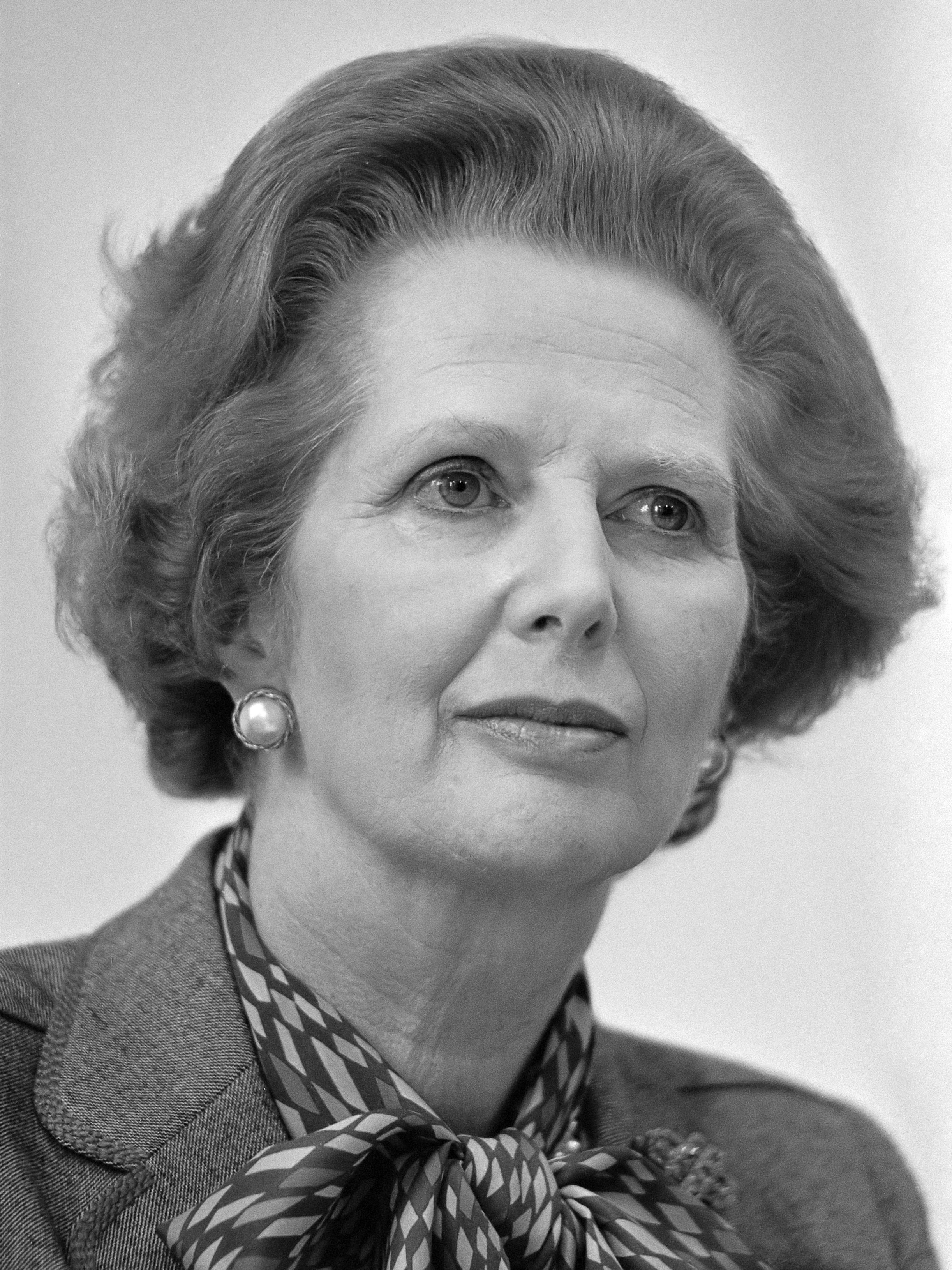
Margaret Thatcher, 1983.

Thatcherismo (em inglês:Thatcherism) designa a ideologia e as políticas defendidas pelo  Partido Conservador britânico, desde que Margaret Thatcher foi eleita líder do partido, em 1975, e, posteriormente, o estilo do governo Thatcher, no período em que foi primeira-ministra (1979-1990). Thatcher diferenciou-se dentre os demais primeiro-ministros britânicos conservadores por ser uma ferrenha defensora do conservadorismo e liberalismo clássico.

## Características
Adotando um discurso político de defesa da modernidade, o Thatcherismo inspirou-se nas reformas econômicas adotadas por Augusto Pinochet enquanto governante do Chile e promoveu uma parcial desestatização da economia da Grã-Bretanha através de privatizações que sob influência do Consenso de Washington serviram de modelo para os governos de várias economias ao longo da década de 1990, inclusive do Brasil.
Esse modelo econômico se caracteriza pela redução da intervenção do Estado na economia, pela exaltação das virtudes do livre-mercado e dos méritos da "ordem espontânea", tal como defendida por Friedrich Hayek (de quem Margaret Thatcher era grande admiradora); também adota uma política econômica monetarista, nos moldes da Escola de Chicago e defende a otimização dos serviços através de privatizações de empresas estatais; a redução dos impostos diretos (ou progressivos, como o imposto sobre a renda e os impostos sobre as propriedades) e o aumento dos impostos indiretos (ou regressivos, como os impostos sobre o consumo); também se caracteriza pelo combate aos sindicatos de trabalhadores; pela eliminação do salário mínimo e pela redução do Estado do bem-estar social.
O "Thatcherismo" se alinha à Reaganomics dos Estados Unidos, à Rogernomics na Nova Zelândia e ao "Racionalismo Econômico" da Austrália. Thatcher defendia a supremacia do individualismo sobre o coletivismo, tendo a auto-ajuda como seu mantra. Entre os pensadores ligados ao "Thatcherismo" incluem-se, entre outros, Keith Joseph, Enoch Powell, Friedrich Hayek e Milton Friedman. De acordo com o economista Milton Friedman, Thatcher não seria, em termos ideológicos, uma política tradicional do Partido Conservador Britânico, mas sim uma liberal típica do século XIX."

## Crítica

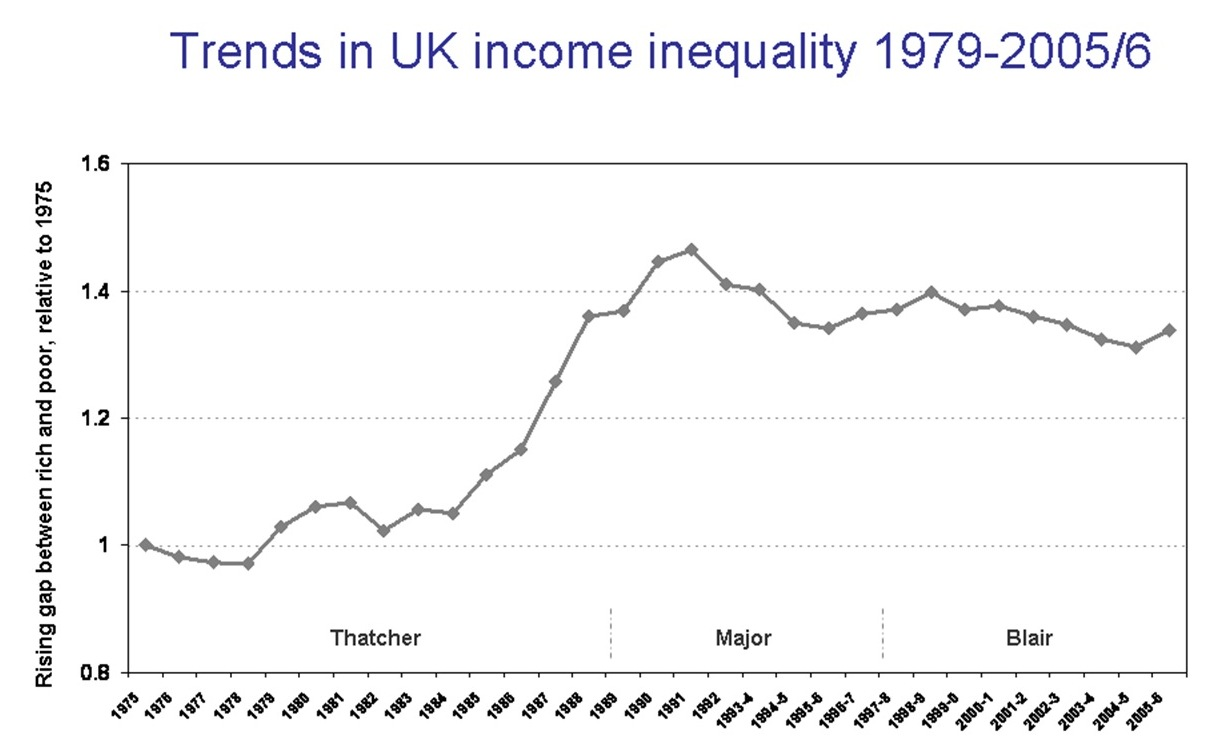
Tendências da desigualdade de rendimentos no Reino Unido

Os críticos de Margaret Thatcher mencionam que os sucessos de sua política econômica só foram obtidos graças ao pagamento de pesados custos sociais pela maioria da população britânica. A produção industrial caiu severamente durante seu governo, provocando um significativo aumento do desemprego, que triplicou no período, atingindo a marca de 3 milhões de pessoas. Quando Thacther foi derrotada em 1990 durante os tumultos provocados pela criação do imposto regressivo, chamado poll tax (impostos regressivos  são concebidos de forma que as pessoas com renda mais baixa pagam proporcionalmente mais do que as de renda mais alta), 28% das crianças da Grã-Bretanha estavam abaixo da linha de pobreza, número que continuou aumentando até atingir um pico de 30%, no governo conservador de John Major, que sucedeu.
Embora lhe seja atribuído o mérito de ter reativado a economia britânica, Thatcher também é considerada responsável pela duplicação da taxa de pobreza no país. A pobreza das crianças britânicas, em 1997, ainda era a maior da Europa.
Durante o governo Thatcher a renda dos que estavam no decil superior cresceu pelo menos cinco vezes mais do que a renda dos que estavam no decil inferior: a desigualdade cresceu em um terço. Em consequência, o Coeficiente de Gini da Grã-Bretanha deteriorou-se substancial e continuamente, passando de 0,25 em 1979 para 0,34 em 1990. Esta significativa "piora" no coeficiente de Gini não pôde ainda ser corrigida pelos governos que a sucederam.
Alguns também consideram que as idéias de Thatcher eram mais ideológicas do que propriamente econômicas, e que suas ações marcaram uma virada na política econômica que foi determinada mais por interesses  políticos do que por razões de ordem econômica.